# 老撾南鰍
老撾南鰍（學名：Schistura athos）為輻鰭魚綱鯉形目條鰍科南鰍屬的其中一種。分布於亞洲寮國南烏河流域，本魚頰有斑點，頭頂有細點，身體淡黃色，在側線中央具有一個寬的模糊灰色斑紋，體側具7-9條寬的暗褐色的橫帶，通常比間隙寬, 體長可達9公分，棲息在河川底層水域，生活習性不明。

## 扩展阅读
維基物種上的相關：老撾南鰍